# NGC 5513
NGC 5513 је лентикуларна галаксија у сазвежђу Волар која се налази на NGC листи објеката дубоког неба.
Деклинација објекта је + 20° 24' 56" а ректасцензија 14h 13m 8,8s. Привидна величина (магнитуда) објекта NGC 5513 износи 12,9 а фотографска магнитуда 13,9. NGC 5513 је још познат и под ознакама UGC 9099, MCG 4-34-5, CGCG 133-11, PGC 50776.